# Arizona baby
Arizona baby (títol original en anglès Raising Arizona) és una pel·lícula estatunidenca dirigida per Joel Coen, produïda per Ethan Coen, i escrita per Joel i Ethan Coen, estrenada el 1987. És el segon llargmetratge dels germans Coen, després de Sang fàcil el 1984.
Els germans Coen es van posar a treballar en la pel·lícula amb la intenció de fer-ne una el més diferent possible de la seva anterior, el thriller fosc Sang fàcil, amb un sentit de l'humor més lleuger i un ritme més ràpid. Raising Arizona va rebre crítiques diverses en el moment del seu llançament. Alguns el van criticar per ser massa autoconscient, manierista i poc clar en si mateix sobre si era fantasia o realisme. Altres crítics van elogiar la pel·lícula per la seva originalitat.

## Argument
El segrest d'un bebè d'una rica família per una parella estèril serà pretext a nombroses peripècies i persecucions desenfrenades.

## Repartiment
- Nicolas Cage: H.I. McDunnough
- Holly Hunter: Edwina McDonnough
- Trey Wilson: Nathan Arizona Sr (Huffhines)
- John Goodman: Gale Snoats
- William Forsythe: Evelle Snoats
- Sam McMurray: Glen
- Frances McDormand: Dot

## Producció

### Càsting i concepció
Els germans Coen van començar a treballar a Raising Arizona amb la idea de fer-la el més diferent possible de la seva pel·lícula anterior, Sang fàcil, fent-la molt més optimista i animada. El punt de partida del guió va partir de la idea del personatge de Hi, que té el desig de viure una vida regular dins dels límits de la llei. Per crear el dialecte dels seus personatges, Joel i Ethan van crear un híbrid entre el dialecte local i el material de lectura suposat dels personatges, és a dir, les revistes i la Bíblia. A diferència de Blood Simple, els personatges de Raising Arizona van ser escrits per ser molt simpàtics. Els Coen van escriure el personatge Ed per a Holly Hunter. El personatge de Leonard Smalls es va crear quan els germans Coen van intentar imaginar un "personatge malvat". A John Goodman li agradaven els personatges "d'un gran sentiment, [tipus] que podrien explotar o començar a plorar en qualsevol moment" i es va convertir en un col·laborador freqüent després de la seva interpretació com a Gale Snoats. El guió va trigar tres mesos i mig a escriure's.
La pel·lícula va estar influenciada per les obres del director Preston Sturges i d'escriptors com William Faulkner i Flannery O'Connor (que era coneguda per la seva literatura del sud⁣; "També té un gran sentit del caràcter excèntric", va dir Ethan Coen en una entrevista). Joel i Ethan van mostrar el guió completat a Circle Films, el seu distribuïdor nord-americà de Blood Simple. Circle Films va acceptar finançar la pel·lícula. Els Coen van arribar al plató amb un guió complet. Amb un pressupost de poc més de cinc milions de dòlars, Joel Coen va assenyalar que "per obtenir el màxim d'aquests diners, la pel·lícula s'ha de preparar meticulosament".

### Rodatge
Raising Arizona es va fer en deu setmanes. Molts membres de la tripulació que havien treballat amb Joel i Ethan a Blood Simple van tornar a Raising Arizona, inclosos el director de fotografia Barry Sonnenfeld, el coproductor Mark Silverman, la dissenyadora de producció Jane Musky, la productora associada i ajudant de direcció Deborah Reinisch i el compositor de cinema Carter Burwell.
La relació entre l'actor Nicolas Cage i els Coen va ser respectuosa, però turbulenta. Quan va arribar al plató, i en diversos altres moments durant la producció, Cage va oferir suggeriments als germans Coen, que van ignorar. Cage va dir que "Joel i Ethan tenen una visió molt forta i he après el difícil que és acceptar la visió d'un altre artista. Tenen una naturalesa autocràtica". Randall "Tex" Cobb també va donar dificultats als Coens al plató, amb Joel assenyalant que "és menys un actor que una força de la naturalesa... No sé si m'afanaria a contractar-lo per a una futura pel·lícula".

## Nota
- Tretze bebès han estat «utilitzats» per interpretar els quintigèmins Arizona. Un d'ells, T.J. Kah, era ja actor de publicitat.